# نورندینگ نایتمرز
نورندینگ نایتمز یا کابوس‌های بی‌پایان (به انگلیسی: Neverending Nightmares) یک بازی ویدئویی در سبک ترسناک می‌باشد که توسط اینفینیتپ گیمز توسعه یافته است. این بازی از درگیرات شخصی طراح بازی که مت گیلگنباخ نام دارد، با اختلال وسواسی-جبری و افسردگی الهام گرفته شده؛ گیلگنباخ طی مصاحبه‌ای اظهار نظر می‌کرد که در این بازی «سعی در ایجاد و به تصویر کشیدن همان احساسات [تیرگی و ناامیدی]» دارد.